# Gonomyia medleri
Gonomyia medleri är en tvåvingeart som beskrevs av Alexander 1972. Gonomyia medleri ingår i släktet Gonomyia och familjen småharkrankar.
Artens utbredningsområde är Nigeria. Inga underarter finns listade i Catalogue of Life.